# Gôh-Djiboua
Gôh-Djiboua ist ein Distrikt der Elfenbeinküste mit der Hauptstadt Gagnoa und unterteilt sich in die Regionen Gôh und Lôh-Djiboua. Der Distrikt liegt im Süden des Landes. Dem Zensus von 2021 zufolge leben im Distrikt 2.088.440 Menschen.